# ان‌جی‌سی ۴۵۲
ان‌جی‌سی ۴۵۲ (انگلیسی: NGC 452) یک کهکشان مارپیچی میله‌ای است که در صورت فلکی ماهی قرار دارد و در سال ۱۸۲۷ میلادی توسط جان هرشل کشف شد.